# EGP-6
EGP-6 (Энергетический Гетерогенный Петлевой реактор с 6-ю петлями циркуляции теплоносителя)は減速材に黒鉛、冷却材に軽水を用いる熱中性子炉で、RBMKを小型化して冷却材の循環を自然対流に頼るように改良したものである。原型炉としてAMおよびAMBが作られたのち、ビリビノ原子力発電所に実用炉として1974年から1976年にかけて設置され、熱電併給に利用されている。
EGP-6は、ロシア物理エネルギー研究所（IPPE）の監督の下 ドレジャーリ動力工学開発研究所（NIKIET）によって開発され、ベロヤルスク原子力発電所に設置されたAMB-100およびAMB-200を改良したものである。冷却材を自然循環させることが大きな特徴である。これにより冷却材循環ポンプを省略してシステムの簡素化と信頼性向上を図っており、運転操作も簡素化されている。また、運用中の反応度や出力および蒸気の反応度係数も負であることから技術的安全性が確保されている。しかし、EGPはその後技術的発展を見ることはなかった。
EGP-6は1基あたり電気出力1.2万KW、熱出力15-25Gcal/hの供給能力を持ち、類似の熱電併給型小型原子炉（TES-3、ARBUS、パミールなど）の中ではもっとも成功した炉型である。設計耐用年数は30年とされたが、ビリビノ原子力発電所の4基は1970年代半ばから現在に至るまで問題なく稼働し、さらに15年に渡って運転が延長されている。現在は炉の代替のため水上原子力発電所アカデミック・ロモノソフが建造されており、ペヴェクに係留される予定である。
ビリビノ原子力発電所は、ロシア全土の送電網からは隔絶されたチャウン-ビリビノ系統に連系されており、この系統の電力の80%を生産している。このため、原子炉そのものも負荷追従運転にシステム的に対応できるように設計されている。

## 原子炉設計
原子炉全体としては直径6m、高さ5.25mの円筒状密封容器となっており、圧力管はこの中に積み上げた正方形断面の黒鉛ブロック中に配置される。黒鉛ブロックの上下には制御棒駆動装置などを据え付ける構造物が取り付けられている。炉心は黒鉛ブロック中央部の直径4.1メートル、高さ3メートルの領域で、直径88.6mmの貫通孔が333本開けられている。このうち273本に燃料集合体が装荷され、残りの60本には制御棒が挿入される。

## 特徴
| パラメータ                            | 値                                                      |
| ------------------------------------- | ------------------------------------------------------- |
| 熱出力 [MW]                           | 65                                                      |
| 蒸気容量 [t/h]                        | 100                                                     |
| 一次系圧力 [kgf/cm2]                  | 64                                                      |
| 冷却材出口温度 [℃]                    | 280                                                     |
| 炉心直径 [m]                          | 4.1                                                     |
| 炉心高さ [m]                          | 3.0                                                     |
| 燃料集合体 [本]                       | 273                                                     |
| ウラン質量 [kg]                       | 7100                                                    |
| ウラン質量（燃料集合体1体あたり）[kg] | 25.4±0.6                                                |
| 燃料組成物                            | マグネシウム基材に二酸化ウランを分散                    |
| 燃料集合体形式                        | TKD-3.0、TKD-3.6、TKTD-3.0                              |
| 235U濃縮度[%]                         | 3.0 / 3.6                                               |
| 制御棒 [本]                           | 60                                                      |
| 中性子吸収体                          | 10B -2% ホウ素鋼                                        |
| 電離箱設置数                          | 18                                                      |
| 中性子検出器                          | KNK-53M：13台 KNK-56：4台 KNK-53Mに換えてKNK-17も使用可 |
| 炉心中性子束検出器                    | 1号機、2号機：22台 3号機、4号機：37台                   |
| 減速材                                | 黒鉛                                                    |
| 冷却材                                | 沸騰軽水                                                |

## 燃料
EGP-6の燃料集合体は、鋼管に蓮根状の黒鉛ブロックを詰め、黒鉛ブロックの穴内壁に燃料を取り付けた構造をしている。

## 緊急停止
緊急停止の際は、8本のA3制御棒、4本のAP制御棒、10本のPP制御棒が炉心に挿入されるようになっている。